# الكسندر تاراسوف
الكسندر تاراسوف (بالروسية: Александр Васильевич Тарасов)‏ هو متزلج فني ومدرب رياضي روسي، ولد في 21 يوليو 1961 في يكاترينبورغ في روسيا.